# Estádio (competição)

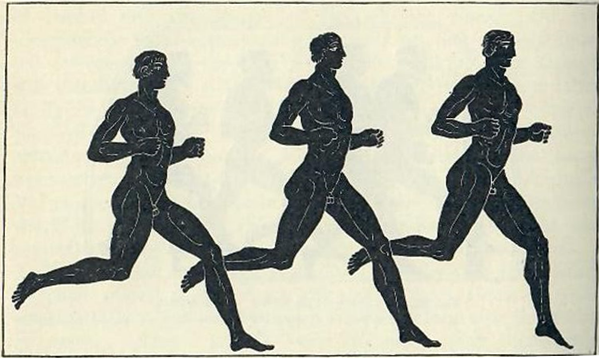
Uma cena de uma ânfora panatenaica retratando corredores de longa distância.

Estádio (em latim: Stadium; em grego: Σταδίων; romaniz.: Stadion) era a principal competição esportiva nos Jogos Olímpicos da Antiguidade. Era a única competição desde a primeira olimpíada até a décima terceira; na décima quarta olimpíada foi introduzida a corrida dupla. O vencedor da primeira corrida foi Corebo de Élis.
A distância percorrida pelos corredores era marcada por duas pedras, distantes entre si de 192,27 metros; esta distância tornou-se o padrão, no mundo grego, de medir distâncias, o estádio.
Nas corridas de mulheres em Olímpia, na Heraia, a distância percorrida era reduzida em cerca de um sexto.